# Szent Lőrinc-lakótelep
Szent Lőrinc-lakótelep Budapest XVIII. kerületének egyik városrésze.

## Fekvése
- Határai: Margó Tivadar utca a Baross utcától –  Cziffra György (zongoraművész) utca –  Kolozsvár utca – Baross utca a Margó Tivadar utcáig.

## Története
A Pestszentlőrincen létesült lakótelep alapkő letételére 1964 tavaszán került sor. 1965 első napjaiban elkészült a telep első épülete, amelyet eredetileg KISZ lakótelepnek neveztek. 1969-ig a Margó Tivadar utca mentén épültek a monoblokk elemekből a négyemeletes társasházak, 1971-től a Kolozsvár utca felé folytatódott a munka. A Vándor Sándor utca 3. alatt a dán Larsen-Nielsen technológiával egy tízemeletes panelházat is felhúztak. A közelébe kerültek a szociális létesítmények. (Iskola, óvoda, bölcsőde és az orvosi rendelő.) Az építkezés 1975 végére fejeződött be. 1992. április 30-án a Fővárosi Közgyűlés ezt a nevet – a kerületi önkormányzat kérésére – Szent Lőrinc-telepre változtatta. Szomszédságában épült fel 1977 és 1985 között a Havanna-lakótelep.